# 明石市立清水小学校
明石市立清水小学校（あかししりつ しみずしょうがっこう）は、兵庫県明石市魚住町清水にある公立小学校である。2022年度（令和4年度）の児童数は678名となっている。

## 沿革
- 1980年（昭和55年）4月1日 - 明石市立清水小学校創立
- 1980年（昭和55年）7月11日 - 水泳プール完成
- 1980年（昭和55年）9月8日 - 校歌制定
- 1981年（昭和56年）2月28日 - 屋内運動場 特別教室完成
- 1981年（昭和56年）3月7日 - 開校園 校園舎竣工記念式典
- 1981年（昭和56年）6月1日 - 開校記念日
- 1982年（昭和57年）7月21日 - 校舎増設工事開始
- 2008年（平成20年）4月1日 - 学力向上実践推進モデル校に指定
- 2011年（平成23年）2月7日 - 屋内運動場の耐震補強工事完了
- 2011年（平成23年）4月1日 - 国語科教育研究指定(市）
- 2013年（平成25年）1月 - 第1期校舎耐震補強工事完了
- 2014年（平成26年）1月 - 第2期校舎耐震補強工事完了

## 通学区域
明石市教育委員会の通学区域を参照。

## 進路状況
ほとんどの児童は明石市立魚住中学校へ進学するが、国私立中学校へ進学する児童もいる。